# Rode mombinpruim
De rode mombinpruim (Spondias purpurea) is een plant uit de pruikenboomfamilie (Anacardiaceae). Het is een tot 15 m hoge, eenhuizige boom of struik, die in droge tijden zijn blad kan verliezen.
De afwisselend geplaatste bladeren zijn oneven geveerd en tot 25 cm lang. Ze bestaan uit vijf tot dertig tot 4 cm lange, lancetvormige deelblaadjes met een gladde rand. De 2-5 mm grote, rode of violette bloemen groeien met vier of vijf stuks in tot 5 cm lange pluimen aan dikke takken voordat het blad gaat uitlopen. De bloemen kunnen mannelijk, vrouwelijk of tweeslachtig zijn. Ze bestaan uit vier of vijf kroonbladeren.

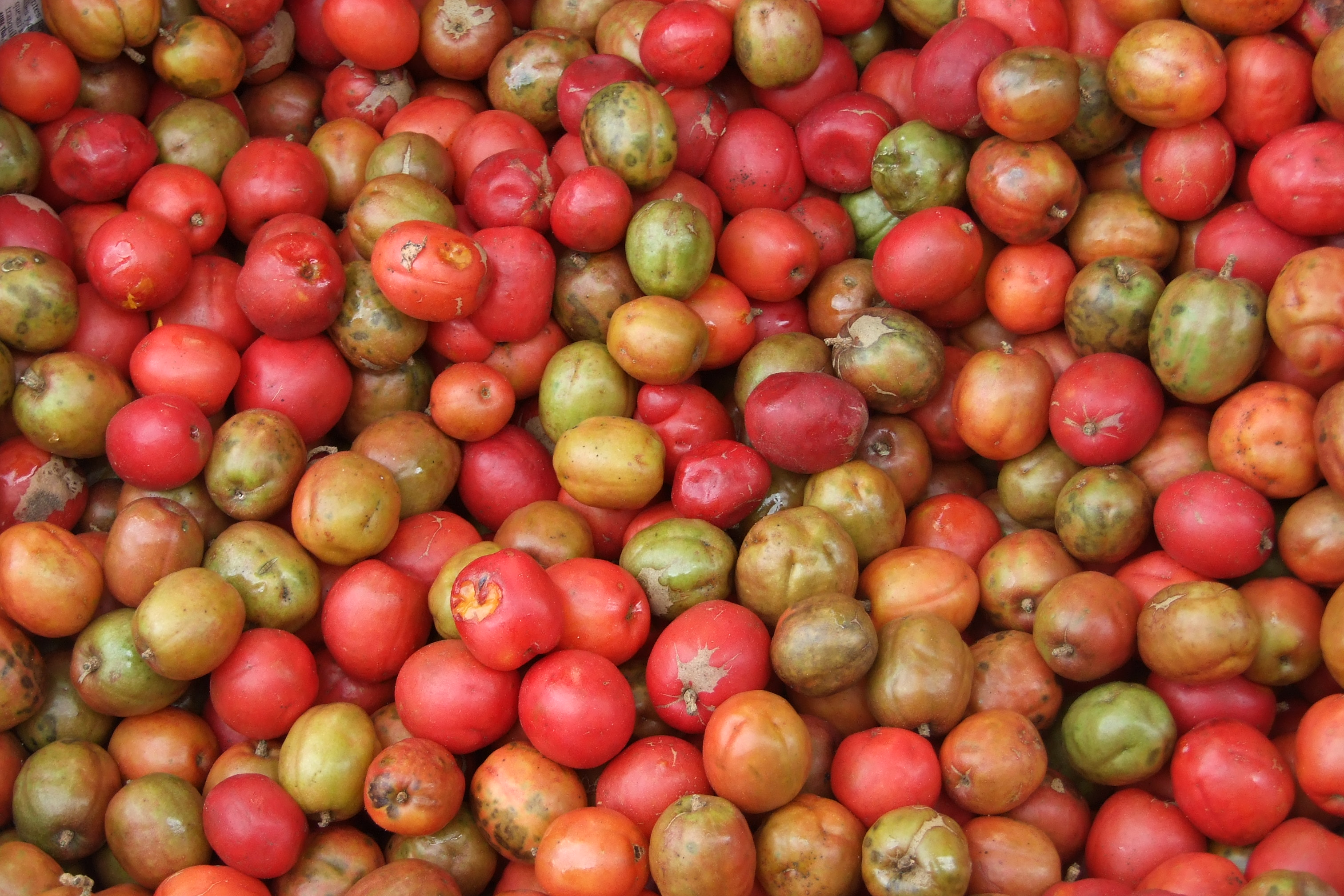
Vruchten

De vrucht is een steenvrucht. Deze is elliptisch of eivormig, tot 3,5 × 5 cm groot en 20-30 g zwaar. De gladde, glanzende, dunne schil is rijp geel, oranje of rood tot violet van kleur. Het sappige, melige, iets vezelige, zachte vruchtvlees is geel tot oranje van kleur, tot 8 mm dik, zoet of zuur-aromatisch van smaak en soms wat astringent. Het vruchtvlees plakt aan een tot 3,5 cm lange, langwerpige steen, die uit tot vijf kernen bestaat.
De rijpe vruchten kunnen als handfruit worden gegeten. Ook kunnen ze worden gekookt en in compote, desserts, siroop en jam worden verwerkt. Tevens kunnen ze worden ingemaakt in azijn en in alcoholische dranken en vruchtensappen worden verwerkt. De bladeren worden wel als groente gegeten.
De soort komt van nature voor van Zuid-Mexico en de Caraïben tot in Brazilië en Peru. Tevens wordt de plant veel gekweekt in Zuidoost-Azië (vooral op de Filipijnen) en in Centraal-Afrika. De plant kan gekweekt worden in tropische omstandigheden van zeeniveau tot op 2000 m hoogte.
Andere soorten uit hetzelfde geslacht met eetbare vruchten zijn de ambarella (Spondias dulcis) en de gele mombinpruim (Spondias mombin).